# Live al Blue Note
Live al Blue note, pubblicato nel 2010, è un album della cantante italiana Ornella Vanoni.

## Il disco
Il disco è tratto da serate live presso il Blue Note di Milano: la Vanoni presenta alcune interpretazioni di noti brani già proposti dai suoi colleghi, alcuni pezzi jazz e di bossanova ed alcuni suoi brani di successo.

## Tracce
1. Aria - 3:41 - (Sergio Bardotti-Dario Baldan Bembo)
2. Vita - 3:50 - (Mogol-Mario Lavezzi)
3. La mia storia tra le dita - 4:56 - (Gianluca Grignani)
4. Dune mosse - 4:41 - (Figliè - Zucchero Fornaciari)
5. Quanto tempo e ancora - 4:22 - (Biagio Antonacci)
6. Ogni volta - 4:05 -  (Vasco Rossi)
7. Non abbiam bisogno di parole - 3:37 - (Ron)
8. Alta marea - 4:53 - (Antonello Venditti - Mulligan Finn)
9. Una sigaretta - 3:33 - (Fred Buscaglione - Leo Chiosso)
10. My funny Valentine - 1:59 - (Richard Rodgers)
11. I get along without you very well - 2:29 - (Charmichael)
12. Io che amo solo te - 3:17 - (Sergio Endrigo)
13. La voglia la pazzia -  - (Sergio Bardotti-Vinícius de Moraes - Toquinho)
14. Samba per vinicius -  - (Sergio Bardotti - Chico Buarque de Hollanda - Toquinho)
15. Io so che ti amerò (Eu sei que vou te amar) -  - (Sergio Bardotti - Antônio Carlos Jobim - Vinícius de Moraes)
16. Samba della rosa -  - (Sergio Bardotti-Vinícius de Moraes - Toquinho)
17. Tristezza -  -  (Lobo - Niltinho - Leo Chiosso - Testa)
18. Perduto (Procuro olvidarte) -  - (Ornella Vanoni - Ana Magdalena - Manuel Alejandro)
19. Per l'eternità -  - (Mogol - Mario Lavezzi)
20. Senza fine - - (Gino Paoli)
21. Domani è un altro giorno -  - (Chesnut - Giorgio Calabrese)
22. I maschi - - (Gianna Nannini - Pianigiani)

## Formazione
- Ornella Vanoni - voce
- Nicola Oliva - chitarra
- Fabio Valdemarin - pianoforte, tastiera
- Roberto Testa - batteria
- Salvo Correi - chitarra, tastiera, percussioni
- Edu Hebling - basso, contrabbasso